# Американо-мадагаскарские отношения
Американо-мадагаскарские отношения — двусторонние дипломатические отношения между Соединёнными Штатами Америки (США) и Мадагаскаром. Государства являются полноправными членами Организации Объединённых Наций и Всемирной торговой организации.

## История
Начало отношений между странами восходит к середине XIX века, когда США были крупнейшим торговым партнером Мадагаскара. Государства подписали торговую конвенцию в 1867 году и договор о мире, дружбе и торговле в 1881 году. В то время Мадагаскар в значительной степени контролировался Малагасийским королевством, базирующимся на Высоком плато страны. В 1886 году США направили на Мадагаскар своего первого коммерческого агента Джона Финкельмайера, а в 1875 году — своего первого консула Уильяма Робинсона. Оба проживали в порту Туамасина.
В годы между Первой франко-малагасийской войны и аннексией Мадагаскара Францией ряд американских консулов в стране поддержали Малагасийское королевство в его борьбе против французских колониальных притязаний, в частности, получив экзекватуру от Малагасийского королевства, а не Франции. Это привело к аресту в 1895 году бывшего консула США Джона Льюиса Уоллера, которому Малагасийское королевство предоставило большой участок земли, отказав предоставить такие наделы французам. Джона Льюиса Уоллера этапировали в Париж, где приговорили к 20 годам тюремного заключения по обвинению в сговоре с радикалами Малагасийского королевства. Инцидент был разрешен только тогда, когда президент США Гровер Кливленд добился его освобождения, пригрозив разорвать дипломатические отношения между США и Францией. Кроме того, в 1882—1883 годах малагасийская дипломатическая делегация посетила США, чтобы заручиться поддержкой против деятельности Франции на острове. Делегация посетила Вашингтон, Филадельфию, Нью-Йорк, Бостон и Сейлем, обращаясь не только к правительственным чиновникам, но и к торговцам, имевшим значительные коммерческие интересы на Мадагаскаре.
В 1964 году США построили станцию слежения за спутниками НАСА на северо-западе Мадагаскара (Махадзанга), которая затем была перемещена в Антананариву. Традиционно теплые отношения значительно пострадали после переворотов 1972 и 1975 годов, когда Мадагаскар выслал посла США, закрыл станцию слежения НАСА, установил более тесные отношения с СССР, Кубой и КНДР, а также национализировал две нефтяные компании США.
Объём экономической помощи США Мадагаскару резко возрос в 1980-х и 90-х годах. В 1984 году Агентство США по международному развитию открыло офис на Мадагаскаре. В 1990 году Мадагаскар был определен в качестве приоритетного получателя помощи США, объём которой увеличился с 15 миллионов долларов США в 1989 году до 40 миллионов долларов США в 1993 году. Помощь США была сосредоточена на программах по переписи населения и планирования семьи, сохранении биоразнообразия Мадагаскара, развитии частного сектора, сельского хозяйства, демократии и инициатив в области управления, а также развитии средств массовой информации. Программа Корпуса мира была учреждена на острове в 1992 году. Мадагаскар получил право на торговые льготы в рамках Закона об экономическом росте и торговых возможностях Африки в 2000 году. Мадагаскар стал первой страной, заключившей договор с корпорацией «Millennium Challenge Corporation», когда подписал соглашение на сумму 110 миллионов долларов США в апреле 2005 года. В 2020 году Корпус мира приостановил операции на Мадагаскаре из-за пандемии COVID-19.